# VLS-1

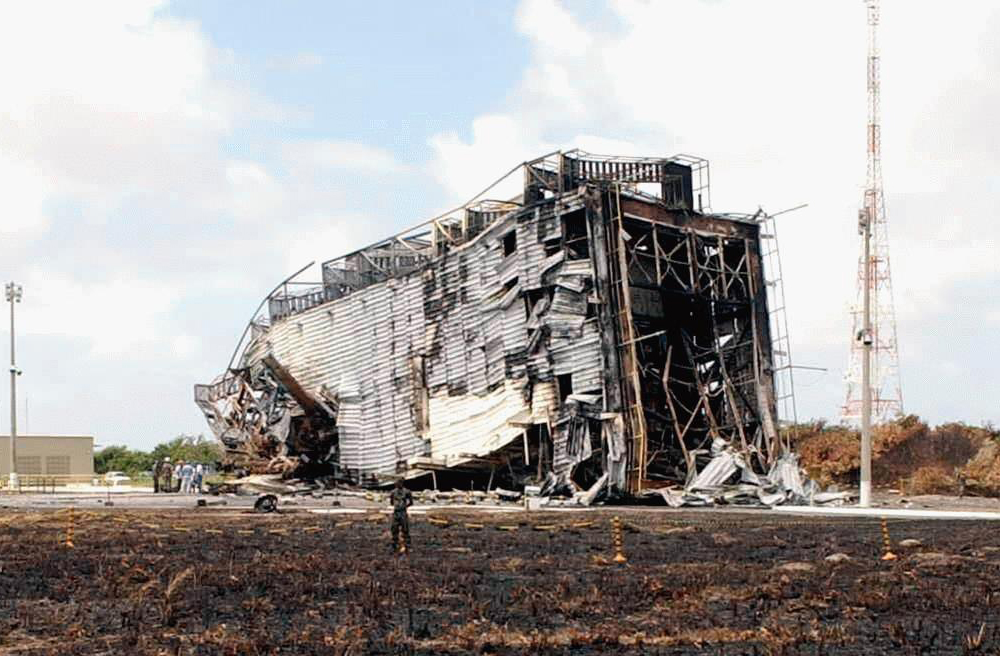
L'accident de 2003 a rasé les installations de lancement.

Le lanceur VLS-1 (en portugais Veículo Lançador de Satélites) est un lanceur brésilien léger dont le premier tir remonte à 2003 et qui a subi 3 échecs au lancement sur 3 tirs. Le programme a été placé en sommeil à la suite du dernier échec qui avait rasé les installations de tir et fait 21 morts parmi les techniciens. Le lanceur VLS-1 est une fusée d'environ 50 tonnes comportant 4 étages utilisant une propulsion à propergol solide. VLS-1, qui est lancé depuis le centre de lancement d'Alcântara dans le nord-est du Brésil, est capable de placer 380 kg sur une orbite basse. Le projet n'est pas abandonné, mais fortement ralenti.

## Historique
Le Brésil développe au début des années 1960 la famille de fusées-sondes Sonda qui sont utilisées pour des  vols suborbitaux à des fins scientifiques. En 1979 le pays décide de fixer trois objectifs à son programme spatial MECB dont celui de développer un lanceur léger national baptisé VLS (acronyme de Veículo Lançador de Satélites c'est-à-dire en portugais véhicule lanceur de satellite). Pour atteindre cet objectif une fusée-sonde Sonda IV à deux étages doit être développée pour mettre au point et tester les principaux composants. Entre 1984 et 1989 4 tirs de Sonda IV dont trois réussis sont effectués. Mais les capacités de la Sonda IV (portée de 600 km charge utile de 500 kg) la font rentrer dans le périmètre des engins placés sous le contrôle du traité international Régime de contrôle de la technologie des missiles ; celui-ci limite les échanges de technologies susceptibles d'être utilisées pour développer des missiles balistiques de moyenne et grande portée afin d'en limiter la diffusion. Le Brésil, qui a des relations étroites avec les États-Unis promoteur principal de ce traité, ne peut acquérir à l'étranger certains des composants critiques pour le développement de son lanceur et l'avancement du projet s'en trouve fortement freiné.
Les trois derniers étages du lanceur, qui en comprend quatre, sont d'abord testés à deux reprises. Le premier test (VLSR-R1) a lieu le 1er décembre 1985 mais la fusée ne dépasse pas l'altitude de 10 km à la suite d'une défaillance de la propulsion. Le second test (VLSR-R2), qui a lieu le 18 mai 1989, rencontre également des problèmes de propulsion ; la fusée atteint toutefois une altitude de 50 km et le tir est considéré comme un succès. Le nouveau lanceur doit être tiré depuis le centre de lancement d'Alcântara  qui se situe au bord de l'océan dans le nord-est du Brésil. Le 2 novembre 1997 le lanceur complet avec le satellite SCD-2A est lancé par les brésiliens qui espèrent rentrer avec ce tir dans le cercle restreint des puissances spatiales. Mais la fusée décolle avec seulement trois de ses quatre boosters allumés. L'ordinateur  du lanceur tente de compenser la poussée déséquilibrée mais 26 secondes après le décollage, alors que la fusée a atteint une vitesse de 700 km/h, les moteurs ne parviennent plus à compenser : l'incidence du lanceur s'accroit et il se casse en deux entre le second et le troisième étage. L'origine du dysfonctionnement est une défaillance du système d'allumage pyrotechnique. Le second essai a lieu le 11 décembre 1999. Le premier étage du lanceur qui emporte le satellite scientifique SACI-2 fonctionne parfaitement mais le second étage une fois mis à feu explose. L'origine de la défaillance est une pénétration d'air chaud entre le propergol solide et la couche d'isolant thermique qui protège l'enveloppe de l'étage. Le troisième vol  planifié en octobre 2002 est d'abord repoussé en mai puis en juin 2003 avant d'être fixé au 25 août 2003. Le 22 août alors que les équipes travaillent dans la tour d'assemblage sur les faisceaux électriques du quatrième étage, un des propulseurs du premier étage est mis à feu accidentellement et l'explosion qui s'ensuit détruit le lanceur, la tour d'assemblage ainsi que le pas de tir en faisant 21 morts. L'enquête démontre qu'un des deux allumeurs du propulseur s'est mis à feu à la suite sans doute d'une décharge d'électricité statique. Elle met en évidence de multiples défaillances dans le domaine de la sécurité liées à un financement insuffisant du programme. 
Le programme est mis en sommeil. Il est réactivé à la fin des années 2000 avec la reconstruction des installations de lancement qui sont inaugurées en juin 2012. Un premier tir du lanceur légèrement modifié est alors planifié vers 2014. En février 2020, il n'a pas encore eu lieu. En parallèle dans le cadre de son programme Cruzeiro do Sul (Croix du sud) le Brésil développe de nouvelles versions reprenant certains composants du lanceur VLS-1 :
- VLS Alpha est un lanceur utilisant un étage supérieur à propergol liquide avec une capacité de 500 kg[3]
- VLS Beta qui comprend un nouvel étage à propergol solide et deux étages supérieurs à ergols liquides a une capacité de 800 kg (orbite basse).

Par ailleurs le Brésil développait avec l'Allemagne le lanceur VLM, version simplifiée du lanceur VLS-1, qui peut placer en orbite une charge utile de 150 kg.

## Caractéristiques techniques
Le lanceur VLS-1 est une fusée comportant 4 étages pesant une cinquantaine de tonnes et haute d'environ 20 mètres. Elle doit permettre de placer en orbite basse un satellite de 380 kg. Tous les étages ont une propulsion à propergol solide utilisant du HTPB. Tous les étages ont une enveloppe en acier 300M sauf le dernier qui utiliser un composite Aramide/Epoxy. Le contrôle de l'orientation du lanceur est assuré au niveau du premier étage en faisant pivoter les 4 tuyères. La tuyère du deuxième et troisième étage montée sur cardan contrôle le tangage et le lacet et des propulseurs placés au sommet du troisième étage contrôlent le roulis. Le quatrième étage est stabilisé en étant mis en rotation (spin).
| Caractéristique                     | 1er étage                    | 2e étage       | 3e étage        | 4e étage      |
| ----------------------------------- | ---------------------------- | -------------- | --------------- | ------------- |
| Désignation                         | S-43 (x 4)                   | S-43 TM        | S-40 TM         | S-44          |
| Dimensions (longueur × diamètre)    | 7,55 × 1,01 m                | 8,86 × 1,01 m  | 5,39 m × 1,01 m | 1,96 × 1,01 m |
| Masse (dont carburant)              | 34 t (28,7 t)                | 8,76 t (7,2 t) | 5,7 t (4,5 t)   | 1 t (0,8 t)   |
| Poussée maximale (dans le vide)     | 976 kN (au niveau de la mer) | 309 kN         | 202 kN          | 32,5 kN       |
| Impulsion spécifique (dans le vide) | 225 s (au niveau de la mer)  | 275 s          | 282 s           | 289 s         |
| Durée de fonctionnement             | 65 s                         | 63 s           | 61 s            | 71 s          |
| Type propergol solide               | HTPB                         | HTPB           | HTPB            | HTPB          |

## Historique des lancements
| Date (UTC) | no    | Type | Base de lancement | Charge utile       | Type de charge utile | Charge utile en kg (brut¹) | Orbite       | Remarques                         |
| ---------- | ----- | ---- | ----------------- | ------------------ | -------------------- | -------------------------- | ------------ | --------------------------------- |
| 2/11/1997  | VLS-1 | CLA  | V01               | SCD-2A             |                      | 155 kg                     | Orbite basse | Échec Dysfonctionnement 1er étage |
| 11/12/1999 | VLS-1 | CLA  | V02               | SACI-2             |                      | 80 kg                      | orbite basse | Échec Dysfonctionnement 2e étage  |
| 22/08/2003 | VLS-1 | CLA  | V03               | SATEC, UNOSAT (en) |                      | 74 kg                      | orbite basse | Explosion sur le pas de tir       |

### Source
- (en) Brian Harvey, Henk H F Smid et Theo Pirard, Emerging space powers : The new space programs of Asia, the Middle East ans South America, Springer Praxis, 2010 (ISBN 978-1-4419-0873-5)